# Uiju
Uiju est une ville nord-coréenne, située dans la province du Pyongan du Nord, près de la frontière avec la Chine formée par le Yalou et en face de la grande muraille de la montagne du tigre. Située à une altitude de 36 m, elle est le chef-lieu d'un arrondissement de 420 km2 peuplé de 110 018 habitants (en 2008, densité : 262 hab/km2).
A 11 km à l'ouest se situe la ville de Sinuiju (dont le nom signifie : "la nouvelle Uiju") qui s'est développée pendant l'occupation japonaise de la Corée. Au sud se trouve un aéroport militaire.
En 1231, la bataille d'Anbuk-bu opposa les troupes de Goryeo à une armée mongole près du pont de Uiju.
La forteresse d’Uiju et le pavillon de Tonggun ont été désignés trésor nationaux n° 52 et 51.
Les autres monuments sont le château d'Uiju (bien culturel (en) n° 153), la forteresse Sambong (n° 158) à Samha-ri, la forteresse Wiwonjin (n° 154) à Taesan-ri ainsi que la barbacane de Chungdan-ri (n° 152) et les châteaux d'Imchon (n° 148), Pongsu (n° 150) et  Maknyong (n° 151) à Chungdan-ri.

## Historique des députations de la circonscription d'Ŭiju (294e)
- XIème législature (2003-2009) : An Seung Ok (Hangeul:안승옥)
- XIIème législature (2009-2014) : Hong Chul Su (Hangeul: 홍철수 Hanja:洪哲洙)
- XIIIème législature (2014-2019) : Chang Byung Thae (Hangeul: 장병태)

## Personnages célèbres
- Han Hyeong-mo (1917-1999), réalisateur sud-coréen.